# کلیسای جامع رستاخیز (مسکو)
کلیسای جامع رستاخیز (روسی: Успенский собор، ت. «Uspenskiy sobor») که به نام کاتدرال اسامپشن یا کلیسای جامع عروج نیز شناخته می‌شود، یک کلیسای ارتدکس روسی است که به عروج تئوتوکوس اختصاص یافته است. این کلیسا در ضلع شمالی میدان کلیسای جامع کرملین مسکو در روسیه واقع شده است. کلیسای جامع به عنوان کلیسای مادر روس‌های مسکووی در نظر گرفته می‌شود.
کلیسای جامع در ابتدا با استفاده از سنگ در سال ۱۳۲۶ در زمان ایوان اول احداث شد. کلیسای جامع بین سالهای ۱۴۷۵ و ۱۴۷۹ به دستور شاهزاده بزرگ ایوان سوم به طرحی توسط معمار ایتالیایی فیوراوانتی بازسازی شد. از سال ۱۵۴۷ تا ۱۸۹۶ تاجگذاری پادشاهان روسیه در اینجا انجام می‌شد. علاوه بر این، کلیسای جامع محل دفن اکثر مطران مسکو و پاتریارک‌های کلیسای ارتدکس روسیه است. همچنین به عنوان بخشی از موزه‌های کرملین مسکو عمل می‌کند.